# Museo Nacional de Historia Natural de Uruguay
El Museo Nacional de Historia Natural es la primera institución científica y museológica del Uruguay. Se ubica en el antiguo Penal de Miguelete en el barrio de Villa Muñoz. 
Es uno de los cinco museos de rango nacional junto con el Museo Histórico, el Museo de Antropología, Museo de Artes Decorativas y el Museo de Artes Visuales. 

## Historia
El 4 de septiembre de 1837, un Decreto del Ministerio de Gobierno creaba una Comisión encomendada de organizar una Biblioteca y un museo de historia natural, la misma estuvo integrada por Dámaso Larrañaga, Teodoro Vilardebó, Bernardo Berro y otros entusiastas de la época.
Entre el 9 y el 14 de diciembre de 1837, el Museo realiza la primera expedición científica, integrada por Vilardebó, Berro y Arsène Isabelle, para extraer lo que se dio en llamar el "fósil del Pedernal“.
Al año siguiente de creada la Comisión, el Museo abre por primera vez sus puertas al público; era el 18 de julio de 1838 y seguramente en esa primera muestra estarían representados ejemplares de nuestra fauna, flora, geología, paleontología y arqueología, ya que todos estos elementos estaban presentes en las colecciones de los iniciadores.
En esta primera etapa, la sede del Museo estaba en la llamada Casa del Gobernador, donde hoy se encuentra la Plaza Zabala.
Este promisor comienzo pronto quedaría truncado por una serie de circunstancias entre las que destacan:
- En 1840 cesa la Comisión creada en 1837.

- Estalla la Guerra Grande (1843-1851).
- Los viajes que realizaría Teodoro Vilardebó a Brasil en 1844 y luego a Europa en 1847.
- La muerte de Dámaso Antonio Larrañaga en 1848.
- La temprana vocación política de Berro, que por un lado lo alejaría de las ciencias y por otro lo llevaría a alcanzar la Presidencia de la Repúblicasidente de Uruguay en 1860.

Comenzaría entonces un período de decadencia y deterioro hasta 1867, año en el cual el Museo se traslada al primer piso del edificio de la calle Sarandí 472, compartiéndolo con la Biblioteca Nacional y el Archivo General de la Nación. En 1868, la Biblioteca y el Museo pasan a depender de la Junta Económico Administrativa de Montevideo "para sustraerlos al abandono en que se les tenía por parte del Gobierno por falta de recursos."

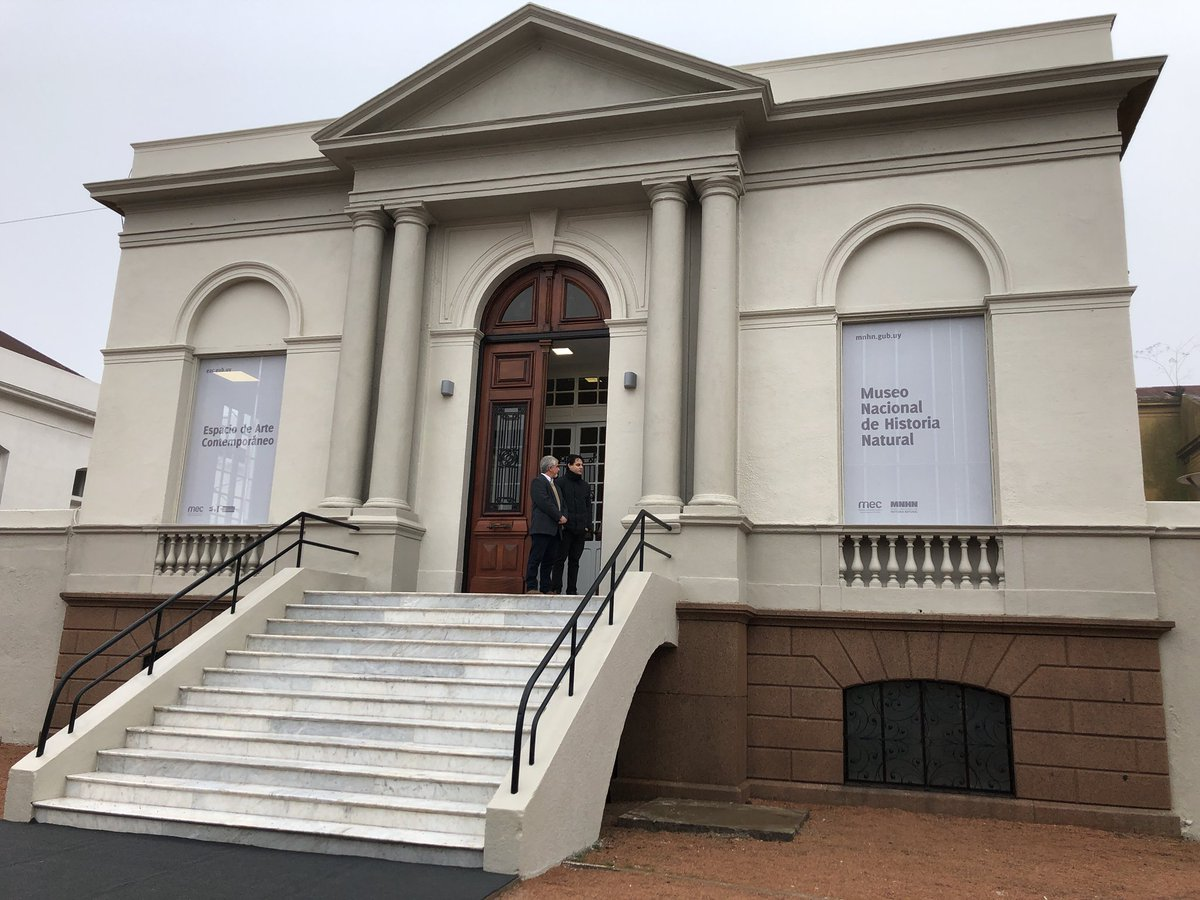
Acceso a la sede del Museo en el Centro Cultural Miguelete.

El inventario de la Biblioteca, levantado por José A. Tavolara, en 1868, secundado por los Doctores. Julio Herrera y Obes y Carlos María Ramírez, demuestra que el saqueo y el abandono la habían reducido de 6.443 a sólo 1.849 volúmenes. Un conflicto de poderes entre la Junta y el Gobierno hizo que el traspaso de la Biblioteca y Museo a la Junta, sólo durara hasta 1870, en que retornó a la órbita del Gobierno central.
En 1875, a raíz del deterioro del Museo, el Gobierno aprueba un Reglamento del Museo Nacional, con la finalidad de establecer algunas pautas, que sin duda estaban siendo descuidadas.

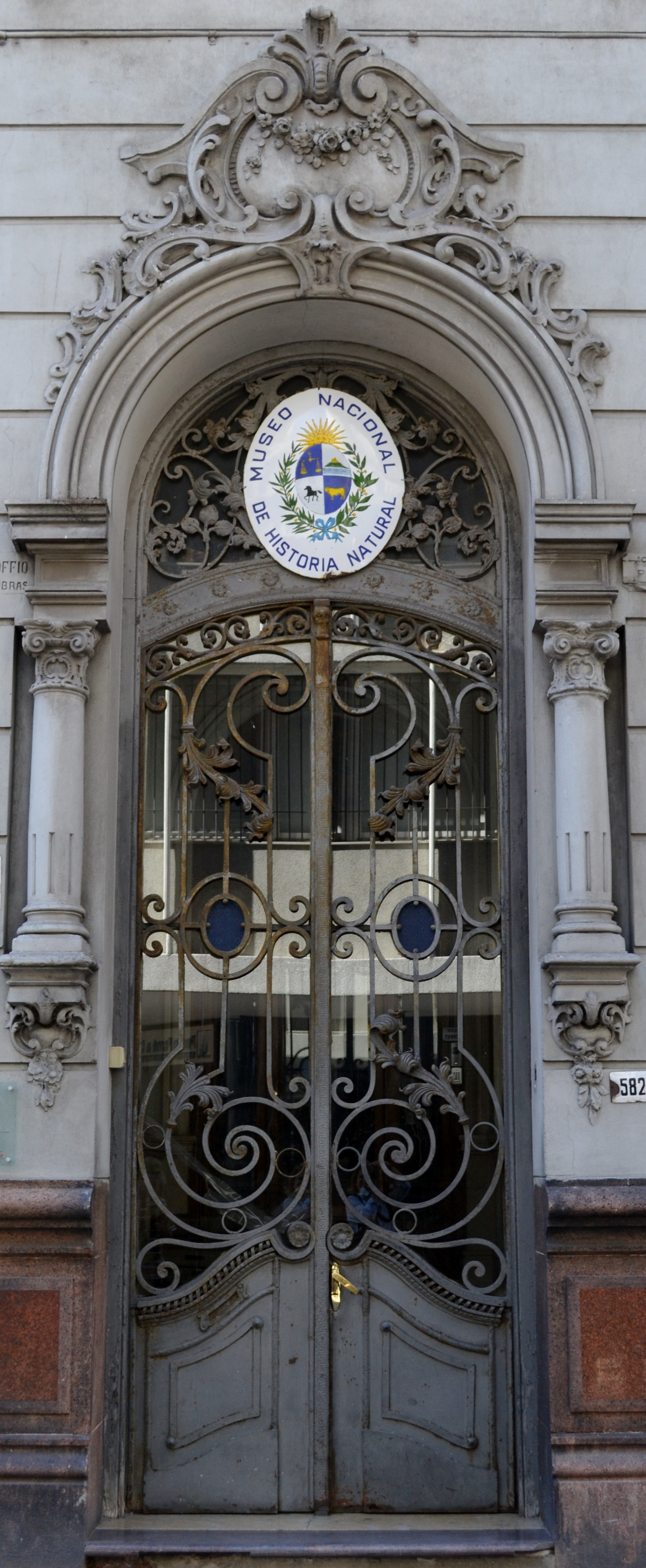
Anterior sede del Museo, actualmente funciona allí la administración del mismo, la biblioteca y las colecciones científicas

En este nuevo Reglamento, se establece que el director será "inmediatamente responsable del depósito, organización, administración, conservación y seguridad de todos los objetos del Museo" (Artículo 12).
En 1879, el Museo Nacional se traslada al ala Oeste del Teatro Solís, local que ocupó durante 120 años. En ese entonces, el acervo del Museo Nacional estaba distribuido en tres secciones: Historia Natural, Bellas Artes e Historia. En 1880, el Museo Nacional y la Biblioteca Nacional, se escinden y pasan a constituirse en instituciones independientes.
El renacimiento del Museo Nacional de Historia Natural, se produce a partir de marzo de 1890, cuando se le encarga a Arechavaleta su reorganización, tarea que es continuada por Carlos Berg, quien es nombrado Director en julio del mismo año.
El Museo Nacional de Historia Natural reabrirá sus puertas al público en septiembre de 1891.
Berg y Arechavaleta serán los dos primeros eslabones de una cadena de directores (técnicos y funcionarios) que van a ser los responsables del incremento patrimonial continuado que llevará a la actual riqueza del Museo. En realidad, en esa época, el Museo Nacional no era una unidad monolítica, ya que contaba con dos directores: Juan Mesa, como Director del Museo Nacional en las secciones de Bellas Artes, Historia y Archivo, y Carlos Berg como Director del Museo Nacional de Historia Natural.

Refiriéndose al edificio, el ministro de Fomento, ingeniero Capurro, en su Memoria a la Honorable Asamblea General (1892), dice:
"Nuestros Museos adolecen para sus desarrollos de las deficiencias del local en que hoy están establecidos. Es inadecuado para los servicios y la distribución de sus secciones..."
En 1894 se publica el primer número de Anales, la publicación científica de vida más prolongada del país.
Un cambio trascendente ocurre el 10 de diciembre de 1911: las antiguas secciones del Museo Nacional se hacen independientes y tomarán vida propia los Museos Nacionales de Historia Natural, de Bellas Artes, e Histórico Nacional.
En 1915 el Estado adquiere el Herbario y la Biblioteca de Arechavaleta. El primero contaba con unas 7.000 plantas y la segunda con 1.500 volúmenes. Esto significó una invalorable adquisición para el acervo del Museo.
Si se comparan algunas cifras, cuando Berg presenta su memoria anual correspondiente a 1891, dice que el Museo poseía, para citar unos pocos ejemplos, 89 mamíferos, hoy la colección cuenta con más de 8000: las aves eran 911, hoy son más de 6500; los anfibios eran 79, hoy también superan los 10.000; los peces, de 91 ejemplares, pasan a aproximadamente 15.000; los moluscos de 136 especímenes pasan a más de 15.000 lotes; en la Biblioteca, de 197 títulos (que es con lo que había quedado luego de la separación de la Biblioteca Nacional) se pasa a ca. 200.000 volúmenes, constituyéndose en la biblioteca especializada más importante del país y de la región.
En 2000 el Museo abandona su “sede histórica” del ala oeste del Teatro Solís. Su biblioteca fue alojada temporalmente en dependencias del Taller de Restauración de la Dirección Nacional de Cultura y las colecciones científicas y la administración del Museo en el local de la Ex librería Barreiro y Ramos. Ambos locales totalmente inapropiados para el cumplimiento a los cometidos institucionales.
En 2006 el Museo se traslada a su actual sede del casco histórico de la ciudad de Montevideo. Dicha sede si bien es pequeña (lo que imposibilita –entre otras cosas- el montaje de exposiciones) logró volver a reunir en un mismo edificio a las colecciones científicas y la biblioteca. Su acondicionamiento y disponibilización permitió retomar las actividades de investigación y conservación.
En 2018 comienza un nuevo proceso, que permitirá el realojo definitivo del Museo Nacional de Historia Natural hacia fines de 2019 en su nueva sede ubicada en el predio de la ex cárcel de Miguelete. El 18 de julio de 2018 se inauguró la primera etapa de ese proyecto inaugurando un espacio expositivo en el pabellón de ingreso al predio. Esta exposición es la primera con la que cuenta el Museo en casi 20 años.

### Directores
- Dámaso Antonio Larrañaga (1837)
- Teodoro Vilardebó (1837-1840)
- Francisco Acuña de Figueroa (1840-?)
- Mariano Augusto Fabián Ferreira (1868-?)
- Juan Mesa (1888-1890)
- Carlos Berg (1890-1892)
- José Arechavaleta (1892-1912)
- Garibaldi José Devincenzi (1912-1942)
- Ergasto H Cordero (1942-1951)
- Diego Legrand (1951-1970)
- Miguel Klappenbach (1970-1984)
- Héctor S. Osorio (1984-1998)
- Álvaro Mones (1998-2004)
- Arturo Toscano (2004-2009)
- Víctor Scarabino (2009-2013)
- Javier González (2013–presente)

## Colecciones

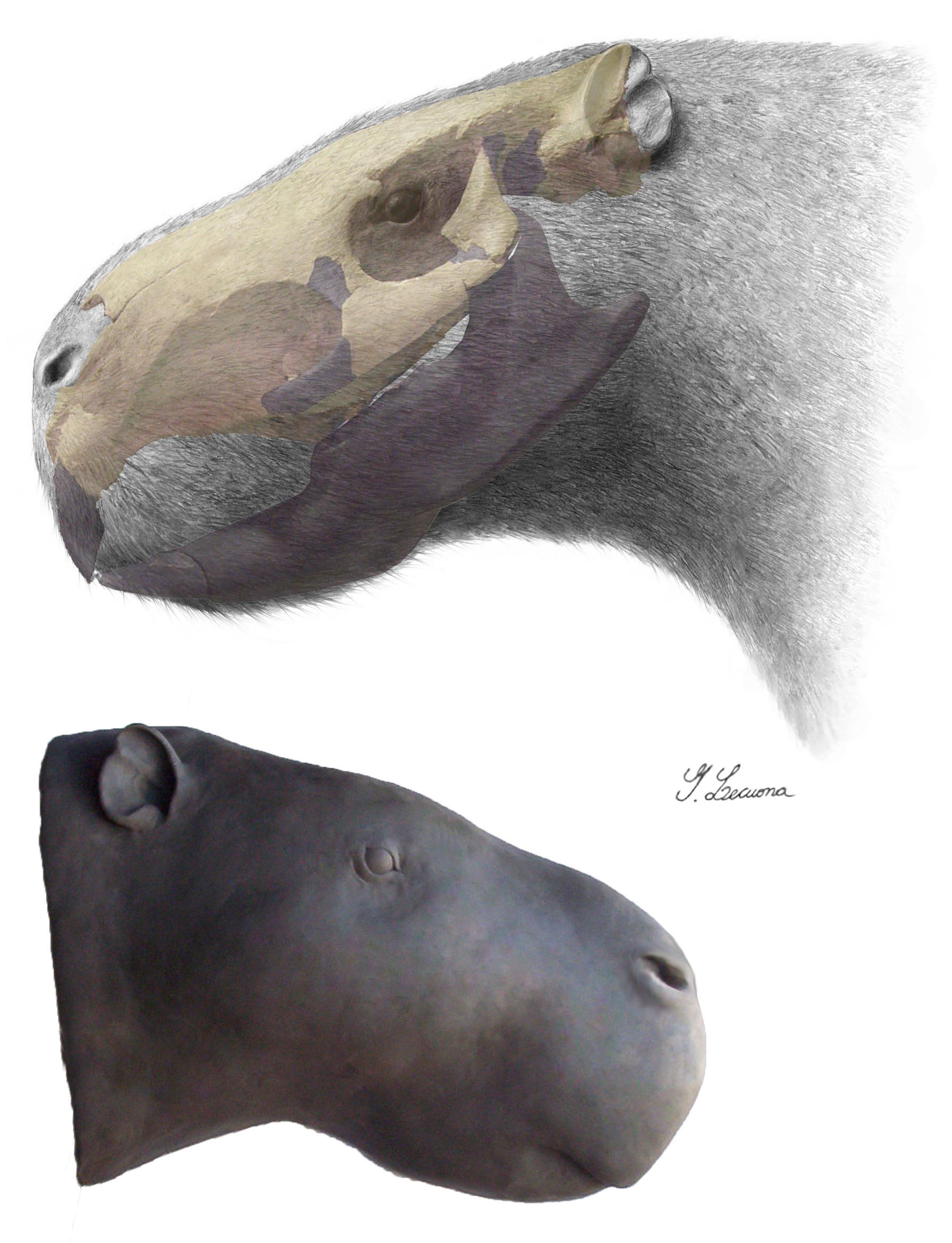
El único cráneo conocido de Josephoartigasia monesi, el roedor más grande de la historia, es una de las piezas principales del museo.

El acervo científico del Museo Nacional de Historia Natural está constituido por ca. 400.000 ejemplares botánicos, paleontológicos y zoológicos y cerca de 1000 ejemplares tipo. La biblioteca especializada en ciencias naturales cuenta con más de 200.000 títulos. 

### Botánica
Cuenta con un Herbario de aproximadamente 80.000 plantas, principalmente fanerógamas, en su mayoría procedentes del Uruguay. Entre ellas se destacan los importantes Herbarios de Arechavaleta (constituidas por especímenes colectados entre 1862 y 1912, además de algunas colecciones anteriores, notablemente las de Arsène Isabelle, de 1837), Osten (donado al museo luego de la muerte del investigador alemán, y que incluye especies recolectadas en Misiones por el escritor Horacio Quiroga), y D. Legrand . Son de destacar las colecciones de gramíneas, portulacas y cactáceas. Además del Herbario General, se mantienen dos colecciones separadas: la de mirtáceas, que consta de unos 3000 ejemplares (con otros 1500 por ingresar), y la de helechos, preparada por E. Rosenstock, que consta de unos 550 de la región. 
Las criptógramas están comprendidas en 4 herbarios: 
- Algas. Consta de especies atlánticas y platenses. Incluye una colección de 1500 algas de agua dulce, recolectada por Wittrock y Nordstedt, y con especímenes de Uruguay colectados por Arechavaleta.
- Líquenes. Alrededor de 100 ejemplares conforman este herbario, que incluye especies como la "Yerba de la Piedra", colectada por primera vez por Charles Darwin en la zona del Cerro de Montevideo.
- Musgos. Se destaca la colección de musgos de Escandinavia donada al museo por el Prof. Samuel Blixen.
- Hongos. Comprende una colección de alrededor de 500 ejemplares.

### Paleontología
Integrada casi exclusivamente con vertebrados fósiles del Mesozoico y Cenozoico uruguayo, la colección se inicia con los fósiles de la colección privada de Dámaso Antonio Larrañaga y los colectados por Teodoro Vilardebó y Bernardo Berro en 1837. Lamentablemente ninguno de estos materiales originales se ha conservado. Los fósiles que tienen más tiempo en las institución fueron donados por Joaquín Suárez en 1867. Por medio del influjo de Lucas Kraglievich se logra la donación de algunas colecciones privadas, notablemente las de Catalina Beaulieu. Recién a mediados del siglo XX J. C. Martínez-Macchiavello reorganiza y cataloga la colección existente en el museo. Es con la llegada del destacado paleontólogo A. Mones que finalmente se consolida la donación de varias colecciones de importancia (como la de Castiglioni), así como un análisis y manejo más sistemático de las mismas. 
Son muchas las piezas que se destacan en el patrimonio paleontológico del museo:
- Huevos de Titanosauridae del Cretácico superior del Uruguay.
- El único cráneo conocido de Josephoartigasia monesi, el roedor más grande de la historia.
- El único resto de astrapoterio del Uruguay.
- Cráneo de Toxodon platensis.

### Zoología
Subdivididas por grupos zoológicos, se destacan por su representatividad las colecciones de arácnidos, de peces, de moluscos, de anfibios, de aves, de mamíferos y de reptiles:
- Invertebrados. Colección iniciada por E. Cordero y continuada notablemente por F. Mañé Garzón, incluye a todos aquellos invertebrados no comprendidos en las colecciones de moluscos, insectos y arácnidos.
- Malacología. Nombrada en honor al Dr. Formica Corsi, la colección cuenta con unos 15000 ejemplares de todos los hábitats (marinos, de agua dulce y terrestres). Es a partir de la segunda mitad del siglo XX, y de la mano del Klappenbach, cuando se comienza a incrementar el tamaño y la relevancia de los especímenes recolectados. Cabe destacar que la colección cuenta con varios ejemplares tipo, tales como Americominella duartei y Olivancillaria carcellesi.
- Entomología. Iniciada por C. Berg, la colección tuvo importantes contribuciones durante el siglo XX (por parte de investigadores como R. G. Webster Kay, Gonzalo Fernández y Pablo San Martín, entre otros). Se destaca la colección de arácnidos, obra, en su mayor parte, de Roberto M. Capocasale, y que cuenta con unos 3500 especímenes.
- Ictiología. La colección se inicia con el impulso de Devincenzi y se acrecienta a lo largo de las décadas con múltiples aportes de investigadores, coleccionistas privadas y aficionados. Con 12000 especímenes y más de 100 ejemplares tipo, constituye una de las colecciones más importantes del museo.
- Herpetología. Con unos 8000 ejemplares, la colección ha sido reorganizada desde que Carlos Berg la iniciara a finales del siglo XIX. B. Orejas-Miranda, Federico Achaval, Carlos Prigioni y J. Langone son algunos de los investigadores que contribuyeron a su desarrollo. Los ejemplares, de los cuales más de 100 son ejemplares tipo, provienen en su mayoría de Uruguay.
- Ornitología. La colección consta de unos 6000 ejemplares. Juan Tremoleras, Juan Cuello y Eugenio Gerzenstein son algunos de los que contribuyeron a su consolidación durante las primeras décadas. Se contó, además, con varias donaciones y contribuciones particulares, como la de Rodolfo Escalante y las de las sociedades Taguató y Guazubirá. En la sección se incluye una colección de pieles y esqueletos, así como un banco de tejidos que permiten el desarrollo de estudios de ADN. Existen, asimismo, colecciones asociadas, tales como la de estómagos y parásitos.
- Mastozoología. A partir de la colección de roedores iniciada por José Henriques Figueira en el siglo XIX, se arriba a los actuales 6000 ejemplares, los cuales comprenden a todos los mamíferos conocidos en el país. Fue la primera colección científica del Uruguay en contar con todo su catálogo digitalizado, en 1992. Se destaca el ejemplar de Aguará guazú, que permitió confirmar la presencia de este animal en territorio uruguayo. Recientemente se confirmó un nuevo avistamiento en el departamento de Salto.

## Investigación
En el Museo se realiza investigación en diversas áreas del conocimiento científico como sistemática, biodiversidad, conservación, recursos naturales, cambio climático, etc. 
Asimismo, en los últimos años se han creado nuevas áreas, grupos y laboratorios dentro de los distintos Departamentos y Secciones que componen el Museo de Historia Natural. Consolidando en la Sección mamíferos el Laboratorio de Mamíferos Marinos, el Grupo de Investigación de Murciélagos y el Laboratorio de Carnívoros.

### Publicaciones
La institución cuenta con ocho publicaciones. Publicaciones editadas por la institución: Anales, Comunicaciones Antropológicas, Comunicaciones Botánicas, Comunicaciones Paleontológicas, Comunicaciones Zoológicas y Publicación Extra (impresa, en línea).